# Джоэрджис, Хелена
Хеле́на К. Джо́эрджис (англ. Helena Guergis, р. 19 февраля 1969 в Барри (Онтарио)) — канадский политик. Будучи избранной в 2004 в Палату общин Канады от округа Симко — Грей и Консервативной партия Канады, 30 октября 2008, после выборов 14 октября, она была назначена министром по положению женщин. 9 апреля 2010 она была исключена из консервативной фракции. Став независимой, она проиграла на федеральных выборах 2011 консерватору Келли Лейтч.
Когда Дэвид Эмерсон был министром международной торговли, она была его парламентским секретарём.

## Первые шаги и карьера
Джоэрджис родилась в Барри в Онтарио и выросла недалеко от Ангуса, в посёлке Эсса, где её семья давно участвовала в политической жизни. Её семья была многонациональна: по национальности Хелена ассирийка, шведка и еврейка.
Джоэрджис окончила колледж Джорджиан по специальности «Недвижимость». После этого она открыла в торговом центре Рейнбоу в Ангусе магазин Final Touch. Она также работала добровольным сборщиком средств для ангусского продовольственного банка и литературного совета Барри. Джоэрджис оказывала содействие в округе провинциальному прогрессивно-консервативному депутату Джо Тасконе, а затем стала его помощником.

## Провинциальная политика
Через шесть с половиной лет Джоэрджис закрыла свою фирму, чтобы вступить в должность политического советника министра образования и финансов правительства Онтарио Дженет Эккер. Джоэрджис занимала этот пост три с половиной года, в течение которых трижды избиралась заместителем председателя провинциального исполнительного комитета Прогрессивно-консервативной партии.
На провинциальных выборах 2003 она была прогрессивно-консервативным кандидатом в центральном торонтском округе Тринити — Спейдина. Этот округ не был в представлении Прогрессивно-консервативной партии таким, где ей можно выиграть, и Джоэрджис согласилась стать кандидатом-«жертвой», чтобы заработать опыта. По результатам она оказалась третьей, далеко отстав от прежнего новодемократического депутата в том округе Розарио Маркезе. В 2004 Джоэрджис поддержала кандидатуру Фрэнка Клиса в руководители Прогрессивно-консервативной партии Онтарио.

## Федеральный депутат
На выборах 2004 Джоэрджис опередила бывшего либерального депутата Пола Бонуика на 100 голосов и стала депутатом от округа Симко — Грей. По результатам выборов либералы оказались в правящем меньшинстве, а Джоэрджис была назначена в теневой кабинет официальным представителем по вопросам международного сотрудничества. 24 января 2005 она была также назначена помощником представителя по вопросам пожилых людей.
Когда в 2003 Джоэрджис добивалась провинциального кресла в либерально настроенном округе Тринити — Спейдина, она заявила, что она будет выступать в поддержку однополого брака, если ей представится такая возможность. Отвечая на вопрос об однополом браке в ходе дискуссии кандидатов, она заявила: «Я верю в право выбора, поэтому я проголосовала бы за [такой законопроект]».
На следующий год, в ходе своей кампании в консервативно настроенном округе Симко — Грей Джоэрджис заявила, что она будет голосовать против законопроекта федерального правительства, разрешающего однополый брак. Она объясняла, что большинство тех, кто доверяет ей свои голоса, выступают против этого законопроекта, поэтому она считает, что должна защищать их точку зрения. Джоэрджис проголосовала против закона C-38, который в 2005 разрешил брак между супругами одного пола. В том же году она внесла частный законопроект, вводивший ограничения для депутатов, посещающих зал палаты после их избрания.
В 2006 Джоэрджис была переизбрана, получив 49,8 % голосов, значительно увеличив отрыв от соперников, тогда как на национальном уровне консерваторы добились лишь правящего меньшинства. 7 февраля 2006 она была назначена премьер-министром Стивеном Харпером на должность парламентского секретаря министра внешней торговли Дэвида Эмерсона. Назначение Джоэрджис вызвало некоторые споры, принимая во внимание, что Эмерсон перешёл в Консервативную партию из Либеральной в тот самый день, когда его назначили в кабинет министров. Накануне своего назначения Джоэрджис сообщила СМИ, что она предоставит пресс-релиз, в котором подтвердит своё намерение поддерживать законы, противодействующие партийному предательству. Но такой пресс-релиз она так и не предоставила.
В апреле 2010 она ушла в отставку со своего министерского поста после неоднократных утверждений, ставящих под сомнение её честность. В итоге она была исключена из консервативной фракции, а премьер-министр Харпер передал её личное дело в КККП.